# モンテス

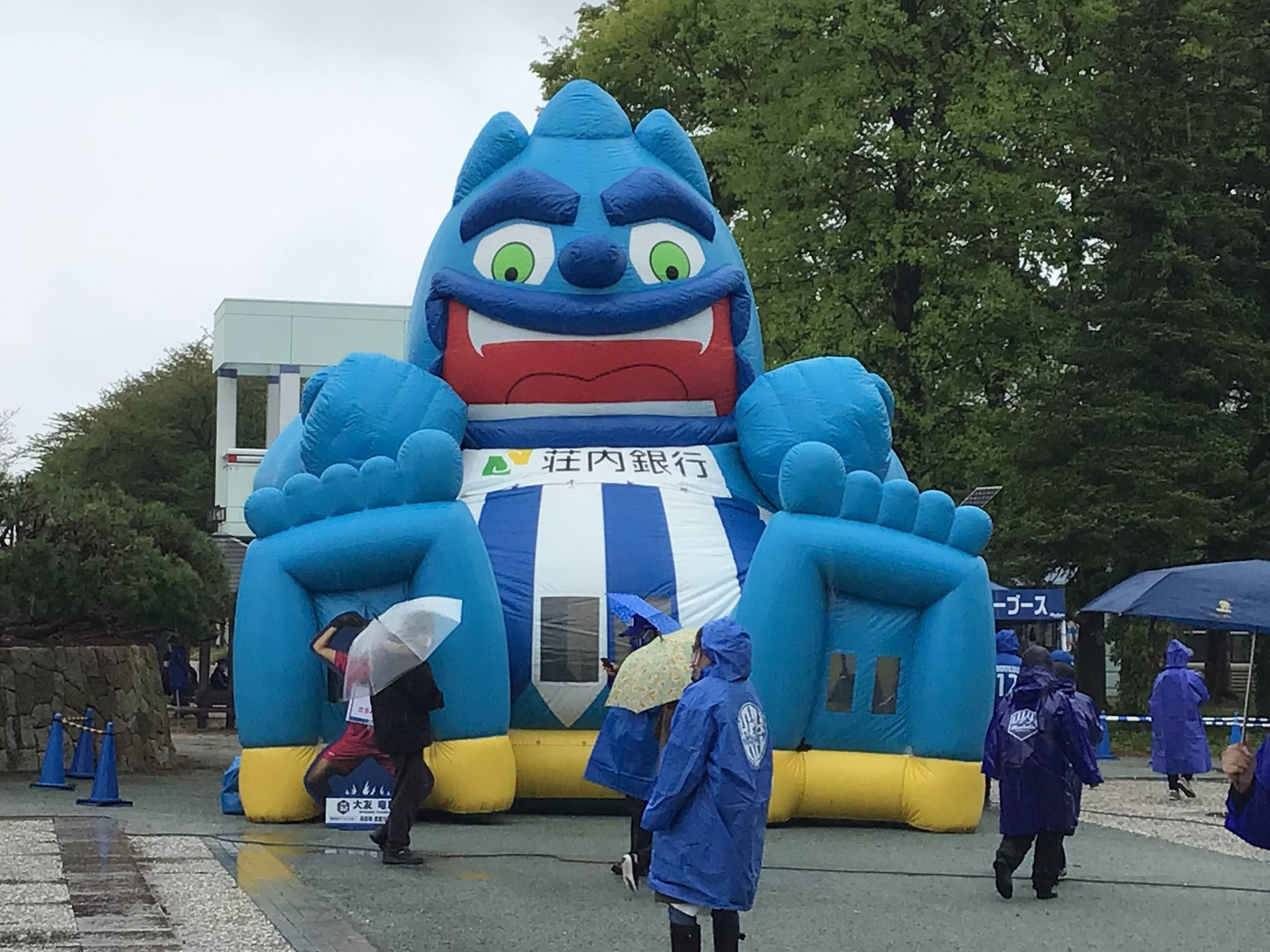
モンテス

モンテスはJリーグクラブ、モンテディオ山形のマスコットキャラクターである。
相棒のディーオと共にモンテディオ山形を盛り上げる。

## 概要
山形県の霊峰出羽三山をイメージした巨大な山の神。現在は子供たちが利用するエアドームとして立体化しており、モンテディオ山形サポーターを優しく見守っている。青く屈強な体を持ち、ダメージの入った服を着用。好きな食べ物はイチゴのショートケーキで、好きな選手は元ソビエト連邦代表GKレフ・ヤシンである。

## 誕生の経緯
マスコットが存在していなかったモンテディオ山形は、2005年8月よりマスコットのデザインに関する一般公募を開始。1,766点の応募より絞り込まれた3点（ディーオ、モンテス、テディオ）に対するサポーター投票が行われた。同年12月20日の第2回選定委員会でチームマスコットとなる1点を決定する予定だったが、選定委員会の席上で意見が対立。サポーター投票で最下位の岩石をモチーフとしたキャラクターを推す選定委員長・東北芸術工科大学教授（当時）上條喬久と、それに反発するサポーター選定委員2名との間で意見が分かれてしまう。そのために折衷案としてJリーグ初の異なるモチーフ2体をマスコットとして採用。ちなみに、そのときの採用謝礼金の30万円は折半された。
2006年1月18日のJリーグ実行委員会でマスコットとしての使用が承認。2006年3月より名称の公募を行い、同年6月30日に1,655点の中から2体の名称がそれぞれ『ディーオ』と『モンテス』に決定した。

## プロフィール
モンテス
- 身長：234 cm（神様なので自由自在）
- 生まれた場所：出羽三山
- 性別：たぶん男
- 好きな食べ物：イチゴのショートケーキ
- 好きなサッカー選手：レフ・ヤシン

## エピソード
- 2008年3月に荘内銀行が寄贈したモンテスのエアドームが登場した。
- 2010年5月15日、J1リーグ第12節アウェイ新潟戦の試合前に、アルビレックス新潟のマスコットであるアルビくんとのPK対決が催された。ディーオにかわり途中投入されたぬいぐるみのモンテスが好セーブをみせる活躍などもあり、勝負は引き分けに終わった。
- 2011年7月17日、J1リーグ第5節名古屋グランパス戦で「モンテス神社」が誕生。2019年11月24日、明治安田生命J2リーグ第42節（最終節）FC町田ゼルビア戦から鳥居を併設した「新モンテス神社」が誕生した。なお、2021年9月22日よりJリーグオンラインストアでモンテス神社の御朱印帳が販売開始。しかし、2024年12月時点では完売となっている。